# Stadiaal
Een stadiaal is een koudere periode binnen een glaciaal. Stadialen zijn perioden waarin het landijs zich uitbreidt.

## Oorzaken en reconstructie
Klimaatveranderingen over langere periodes, zoals glacialen en interglacialen, worden veroorzaakt door veranderingen in de hoeveelheid zonne-instraling door de positie van de planeet Aarde ten opzichte van de zon. De (inter)stadialen hebben een hoog-frequentere wisseling in klimaat en worden waarschijnlijk veroorzaakt door veranderingen in oceaancirculatiepatronen, de intensiteit van zonnevlekken of een combinatie van deze twee factoren.
De aangroei en terugtrekking van gletsjers kan voor het laatste glaciaal (het Weichsel- of Würmglaciaal) het best gereconstrueerd worden, omdat de sporen in de geomorfologie die de gletsjers hebben achtergelaten nog "vers" zijn. Tijdens dit glaciaal zijn verschillende stadialen en interstadialen te herkennen, de laatste zijn:
- het Oudere Dryas-stadiaal van 12.900 tot 12.700 jaar geleden
- het Allerød interstadiaal van 12.700 tot 11.900 jaar geleden
- het Jongere Dryas-stadiaal van 11.900 tot 10.700 jaar geleden

Het Jongere Dryas is de laatste periode waarin de gletsjers terrein wonnen, de periode erna wordt gedefinieerd als het Holoceen.

## Spraakverwarring
Het begrip 'ijstijd' is niet enkelvoudig gedefinieerd. In de geologie wordt met een ijstijd een periode bedoeld waarin op Aarde gletsjers voorkomen. Aangezien er tegenwoordig ook gletsjers aanwezig zijn, leven we tegenwoordig in zo'n ijstijd of ijstijdvak. In de kwartaire geologie en de fysische geografie worden de begrippen 'ijstijd' en 'glaciaal' door elkaar gebruikt voor periodes in een ijstijdvak, waarin het klimaat gemiddeld genomen kouder is dan tijdens interglacialen, zoals het Holoceen, de periode waarin we nu leven. Daarnaast komen tijdens glacialen verschillen voor tussen koudere perioden (stadialen) en warmere (interstadialen).